# Rijnwaarden

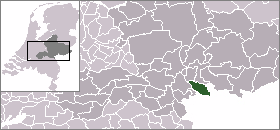
Rijnwaardens läge

Rijnwaarden är en historisk kommun i provinsen Gelderland i Nederländerna. Kommunens totala area är 44,85 km² (där 7,25 km² är vatten) och invånarantalet är på 11 100 invånare (2005).